# Sicyodes justaria
Sicyodes justaria là một loài bướm đêm trong họ Geometridae.